# Andrzej Zarach
Andrzej Zarach (ur. 2 czerwca 1948 w Kościerzynie) – polski matematyk, naukowiec, działacz opozycji PRL.

## Życiorys
Jako uczeń 10. klasy I Liceum Ogólnokształcącego im. Józefa Wybickiego w Kościerzynie zdobył pierwsze miejsce na Ogólnopolskiej Olimpiadzie Matematycznej w 1965 roku. W latach 1966–1971 studiował na Wydziale Matematyki, Informatyki i Mechaniki Uniwersytetu Warszawskiego. Tytuł magistra uzyskał w 1971 roku. Zdobył I nagrodę w Konkursie im. Józefa Marcinkiewicza na najlepszą pracę studencką. Komitet Warszawski PZPR sprzeciwił się jego zatrudnieniu na stanowisku dydaktycznym. W zamian Uniwersytet Warszawski przyjął go na studia doktoranckie. Pracę doktorską Constructibility and forcing in the fragments of set theory obronił w 1973 roku na Uniwersytecie Warszawskim. Promotorem rozprawy był Andrzej Mostowski.  W tym samym roku został zatrudniony jako pracownik naukowy na Politechnice Wrocławskiej. W czerwcu 1980 roku otrzymał wymówienie z pracy, lecz został przywrócony we wrześniu tego roku po sprzeciwie Rady Naukowej Instytutu. W 1988 roku wyemigrował do USA, gdzie od roku 1991 pracował na East Stroudsburg University w Pensylwanii, i tamże w 1997 roku został profesorem matematyki. Jest członkiem zespołu ds. rozwoju w Math Kangaroo USA, NFP, Inc.

## Działalność opozycyjna
Działalność polityczna Zaracha sięga wydarzeń marcowych 1968 roku, w których uczestniczył jako aktywista ZMS. Pracując na Politechnice Wrocławskiej, współtworzył miejscową jednostkę Solidarności. Był delegatem na I Krajowy Zjazd Delegatów w 1981 roku i członkiem Prezydium Komisji Krajowej Solidarności.
Po 13 grudnia organizował i działał w strukturach podziemnych. Został internowany dwa razy, 6 stycznia i między 5 a 18 listopada 1982 roku, po czym wielokrotnie zatrzymywała go Służba Bezpieczeństwa. W 1983 roku dołączył do Solidarności Walczącej, w której następnie został członkiem Komitetu Wykonawczego.
W 1987 roku organizował pierwsze w Polsce podziemne serwisy informacyjne rozpowszechniające informacje w formie elektronicznej (na dyskietkach). W tym samym okresie pisał artykuły do pism podziemnych, zostając członkiem redakcji pisma „Solidarność Walcząca” od 1986 do 1990 roku. Od sierpnia 1986 roku był rozpracowywany przez Wydział III/Inspektorat II Wojewódzkiego Urzędu Spraw Wewnętrznych we Wrocławiu w ramach Sprawy Operacyjnej Rozpracowania.
10 listopada 1987 roku (dzień po aresztowaniu Kornela Morawieckiego) oficerowie SB przekazali Zarachowi ofertę porozumienia z Solidarnością Walczącą zawierającą obietnicę legalizacji jej działań, w zamian za rezygnację z wtrącania się w sprawy Związku Socjalistycznych Republik Sowieckich, żądań wyprowadzenia z Polski Armii Radzieckiej i odsunięcia od władzy partii komunistycznej. Kilka tygodni później (po aresztowaniu Andrzeja Kołodzieja) wysłannik generała Kiszczaka w „rozmowie” z Zarachem zaproponował SW współpracę w przygotowywaniu ogólnopolskich strajków planowanych przez SB na maj 1988 roku. Po powrocie Kornela Morawieckiego do Polski (już po strajkach majowych) Zarach osobiście poinformował Kornela Morawieckiego o tych dwóch „ofertach”. Te propozycje zostały przez Solidarność Walczącą odrzucone.
W pismach używał pseudonimów Andrzej Lesowski, Mea, Ruth.

## Odznaczenia
Krzyż Oficerski Orderu Odrodzenia Polski „za wybitne zasługi w działalności na rzecz przemian demokratycznych w Polsce, za osiągnięcia w podejmowanej z pożytkiem dla kraju pracy zawodowej i społecznej” (2007).